# Argea (Rumunia)
Argea – wieś w Rumunii, w okręgu Vrancea, w gminie Ploscuțeni. W 2011 roku liczyła 482
mieszkańców